# 5군 (호찌민시)
5군(Quận 5/5郡)은 호치민시의 군 중 하나이다. 6군에 걸쳐 형성되어 있는 촐롱에는 중국계 호아족이 많아 관광지로도 명성이 높다. 도시를 대표하는 거리 중 하나인 즈엉짠 헝다오 거리(Đường Trần Hưng Đạo / 塘陳興道)를 메인 스트리트로 하고 있다. 많은 병원이 있다. 2010년을 기준으로 5군에는 174,154명의 인구가 있고, 전체 면적은 4.27 km2이다.

## 행정 구역
5군에는 모두 15개의 프엉(Phường 坊)이 있다.
- 프엉 1
- 프엉 2
- 프엉 3
- 프엉 4
- 프엉 5
- 프엉 6
- 프엉 7
- 프엉 8
- 프엉 9
- 프엉 10
- 프엉 11
- 프엉 12
- 프엉 13
- 프엉 14
- 프엉 15

## 교육
5군은 르흥퐁 고등학교, 호치민 과학대학교와 같은 주요 대학들과 유명한 고등학교의 본거지이다. 호치민 과학대학교, 사이공 대학교, 호치민 사범대학교, 이 세 대학교가 교차하는 지역에 매우 가까이 위치해 있다.

## 시장

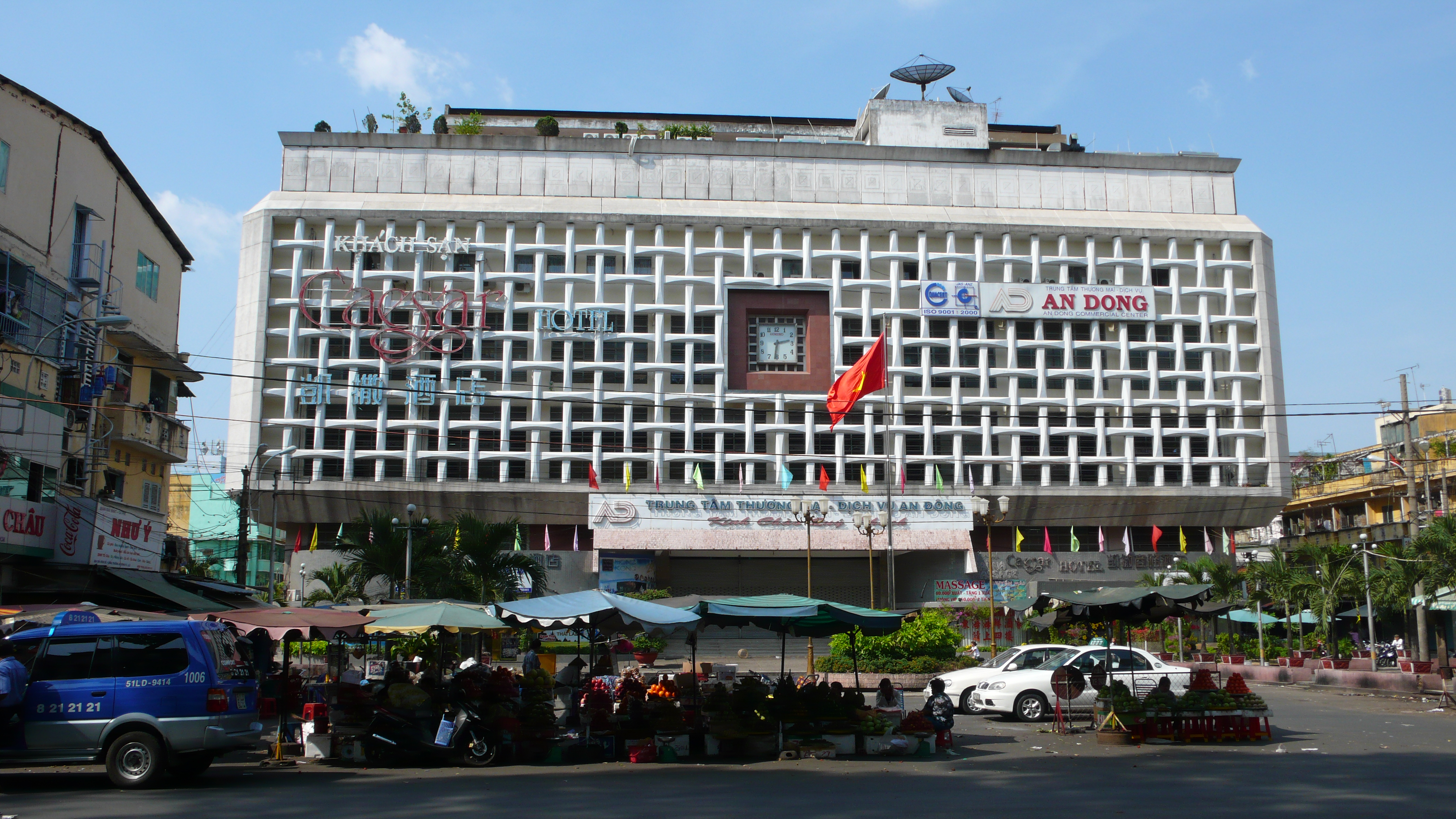
안동시장

- 8 프엉에 안동 시장(An Dong Market)이 있다.